# Adriane Lopes
Adriane Barbosa Nogueira Lopes, couramment appelé Adriane Lopes, né le 29 juin 1976 à Grandes Rios (État du Paraná, Brésil), est un chef du gouvernement campo-grandesse. Membre du Progressistes, il est vice-maire de Campo Grande de 2017 à 2022 et maire de Campo Grande depuis 2022,. Elle est l'épouse du politicien Lídio Lopes.

## Biographie

### Naissance et enfance
Adriane Barbosa Nogueira est née le 29 juin 1976 à Grandes Rios, Paraná et elle a déménagé à Campo Grande avec sa famille à l'âge de neuf ans.

### Carrière professionnelle
En tant que jeune adulte, elle a travaillé dans la vente de glaces tout en étudiant à l'université. Elle a obtenu un diplôme en droit et en théologie et un diplôme de troisième cycle en administration publique et gestion municipale.

### Carrière politique
Pendant quatre ans, elle a travaillé dans le système pénitentiaire de l'État brésilien. Lopes est mariée à son compatriote politique Lidio Lopes et elle a deux enfants. Lopes a été élue maire adjointe de Campo Grande, prenant ses fonctions le 1er janvier 2017, et elle a été réélue pour un second mandat.

#### Maire de Campo Grande (2022-actuellement)
Elle est devenue maire de Campo Grande le 1er avril 2022 lorsque le maire sortant Marquinhos Trad a démissionné pour briguer des fonctions plus élevées. Elle a prêté serment en tant que maire le 4 avril 2022. Dès son entrée en fonction, elle a annoncé son intention de poursuivre la plateforme de Trad et les accords avec les conseillers. Elle a également mis l'accent sur les travaux publics comme un intérêt majeur pour son mandat de maire. Alors qu'elle était maire, Lopes a annoncé son départ de Patriota, suscitant de nombreuses spéculations sur le parti qu'elle avait l'intention de rejoindre. Plusieurs hommes politiques éminents ont cherché à recruter Lopes dans leurs partis respectifs, notamment l'ancien président Jair Bolsonaro du Parti libéral, la sénatrice Tereza Cristina des progressistes et le sénateur Damares Alves des républicains. En juin 2023, Lopes a changé son allégeance au parti progressiste.

#### Élections municipales de Campo Grande en 2024
Adriane Lopes sera candidate à la mairie de 2024.

## Vie privée
Elle est mariée au politicien brésilien Lídio Lopes avec qui elle a 2 enfants : Bruno et Matheus Lopes.